# Comuna Cârjiți, Hunedoara
Cârjiți (în maghiară: Kersec, în germană: Kerschdorf) este o comună în județul Hunedoara, Transilvania, România, formată din satele Almașu Sec, Cârjiți (reședința), Chergheș, Cozia și Popești.

## Demografie
Componența etnică a comunei Cârjiți
     Români (91,11%)
     Alte etnii (8,89%)
Componența confesională a comunei Cârjiți
     Ortodocși (79,3%)
     Penticostali (9,62%)
     Alte religii (1,9%)
     Necunoscută (9,18%)
Conform recensământului efectuat în 2021, populația comunei Cârjiți se ridică la 686 de locuitori, în creștere față de recensământul anterior din 2011, când fuseseră înregistrați 681 de locuitori. Majoritatea locuitorilor sunt români (91,11%). Din punct de vedere confesional, majoritatea locuitorilor sunt ortodocși (79,3%), cu o minoritate de penticostali (9,62%), iar pentru 9,18% nu se cunoaște apartenența confesională.

## Politică și administrație
Comuna Cârjiți este administrată de un primar și un consiliu local compus din 9 consilieri. Primarul, Daniela-Maria Adam[*], de la Partidul Național Liberal, este în funcție din 2004. Începând cu alegerile locale din 2024, consiliul local are următoarea componență pe partide politice:
|  | Partid                          | Consilieri | Componența Consiliului | Componența Consiliului | Componența Consiliului | Componența Consiliului | Componența Consiliului |
|  | ------------------------------- | ---------- | ---------------------- | ---------------------- | ---------------------- | ---------------------- | ---------------------- |
|  | Partidul Național Liberal       | 5          |                        |                        |                        |                        |                        |
|  | Alianța pentru Unirea Românilor | 2          |                        |                        |                        |                        |                        |
|  | Partidul Social Democrat        | 1          |                        |                        |                        |                        |                        |
|  | Forța Dreptei                   | 1          |                        |                        |                        |                        |                        |

## Atracții turistice
- Biserica de lemn "Sfânta Cuviosă Paraschiva" din satul Chergheș, construcție secolul al XVII-lea, monument istoric
- Biserica ortodoxă din satul Popești
- Pădurea "Bejan"
- Carieră de andezit în satul Cozia

## Imagini

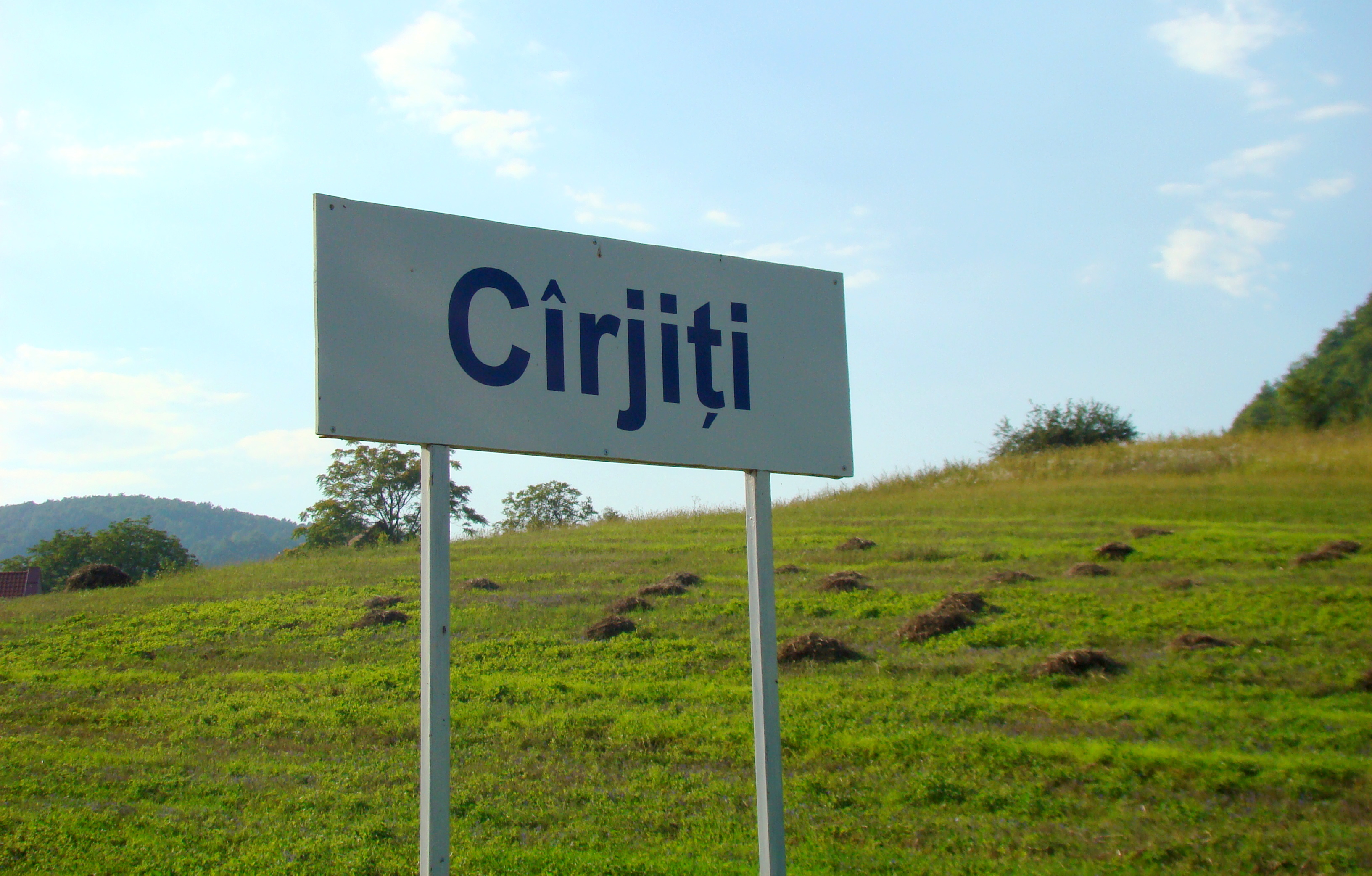
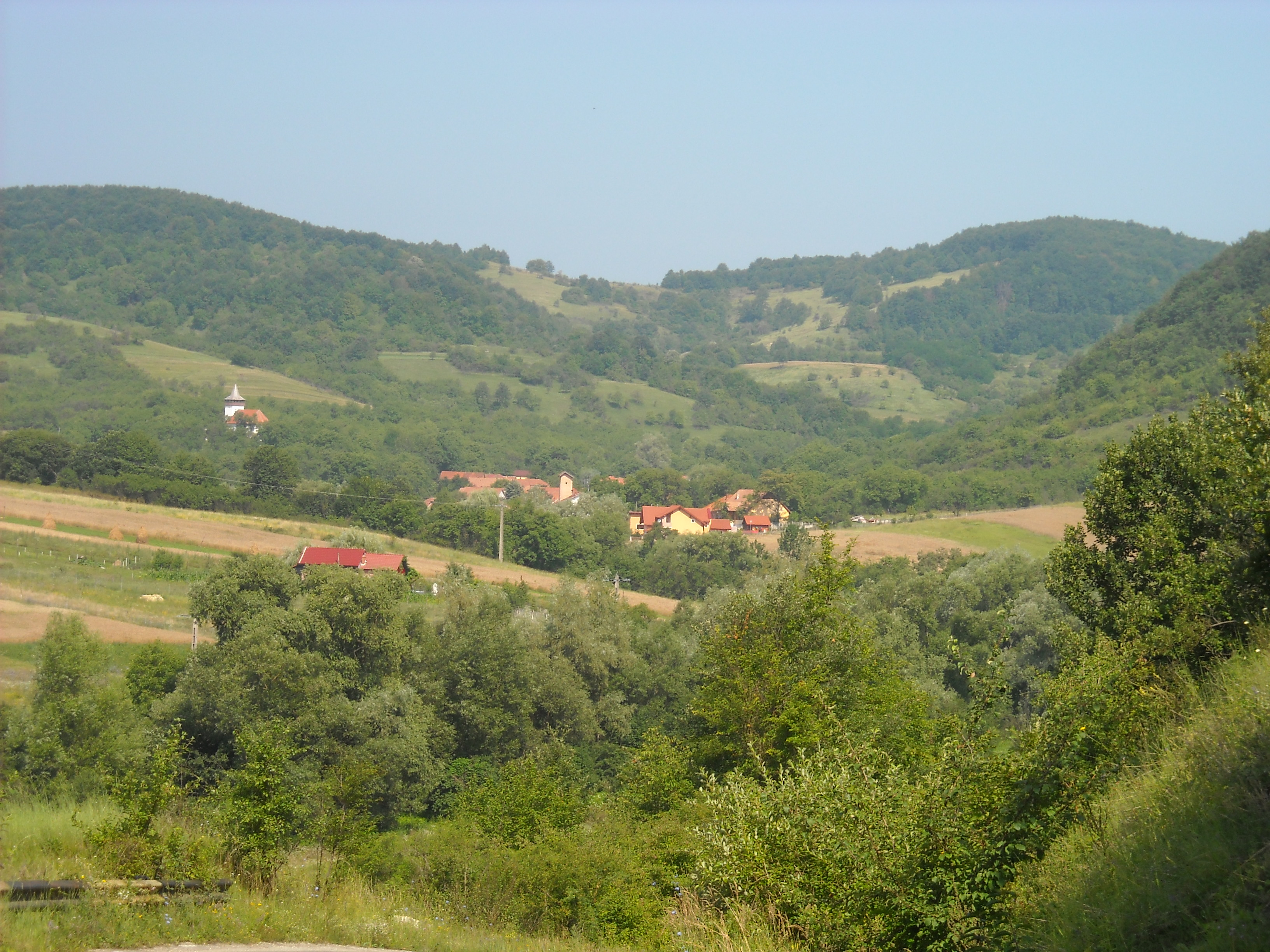
Cârjiți
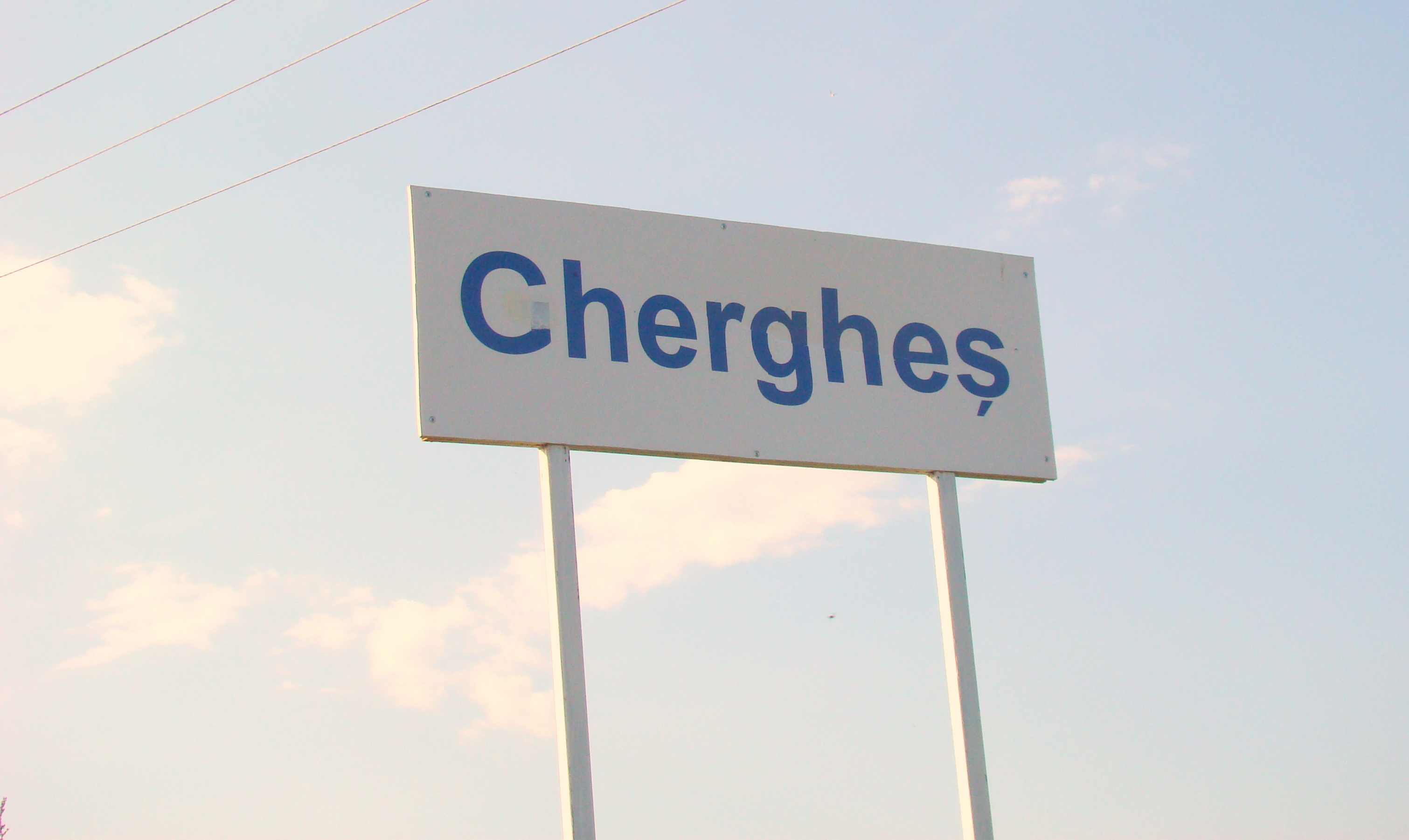
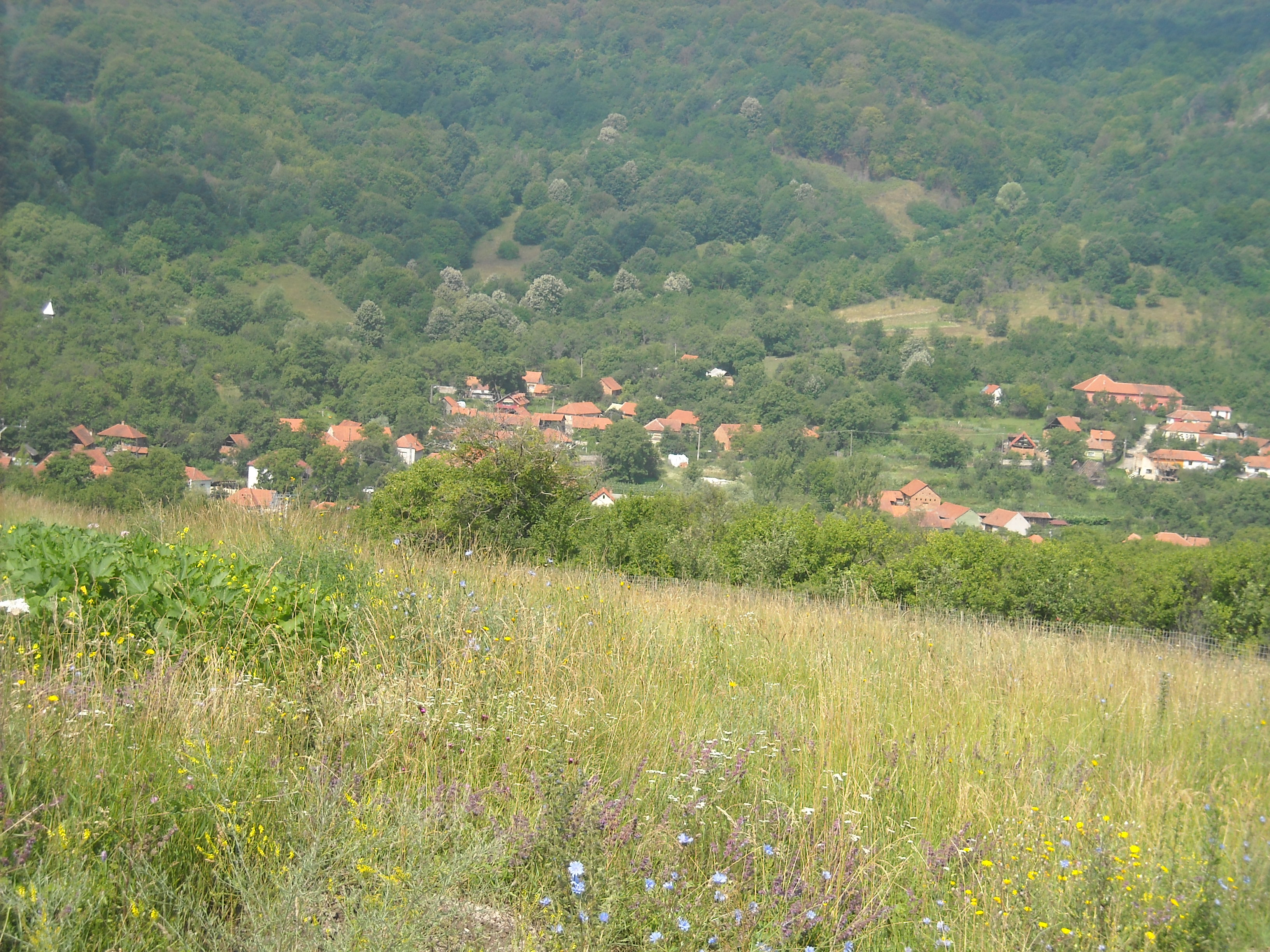
Chergheș
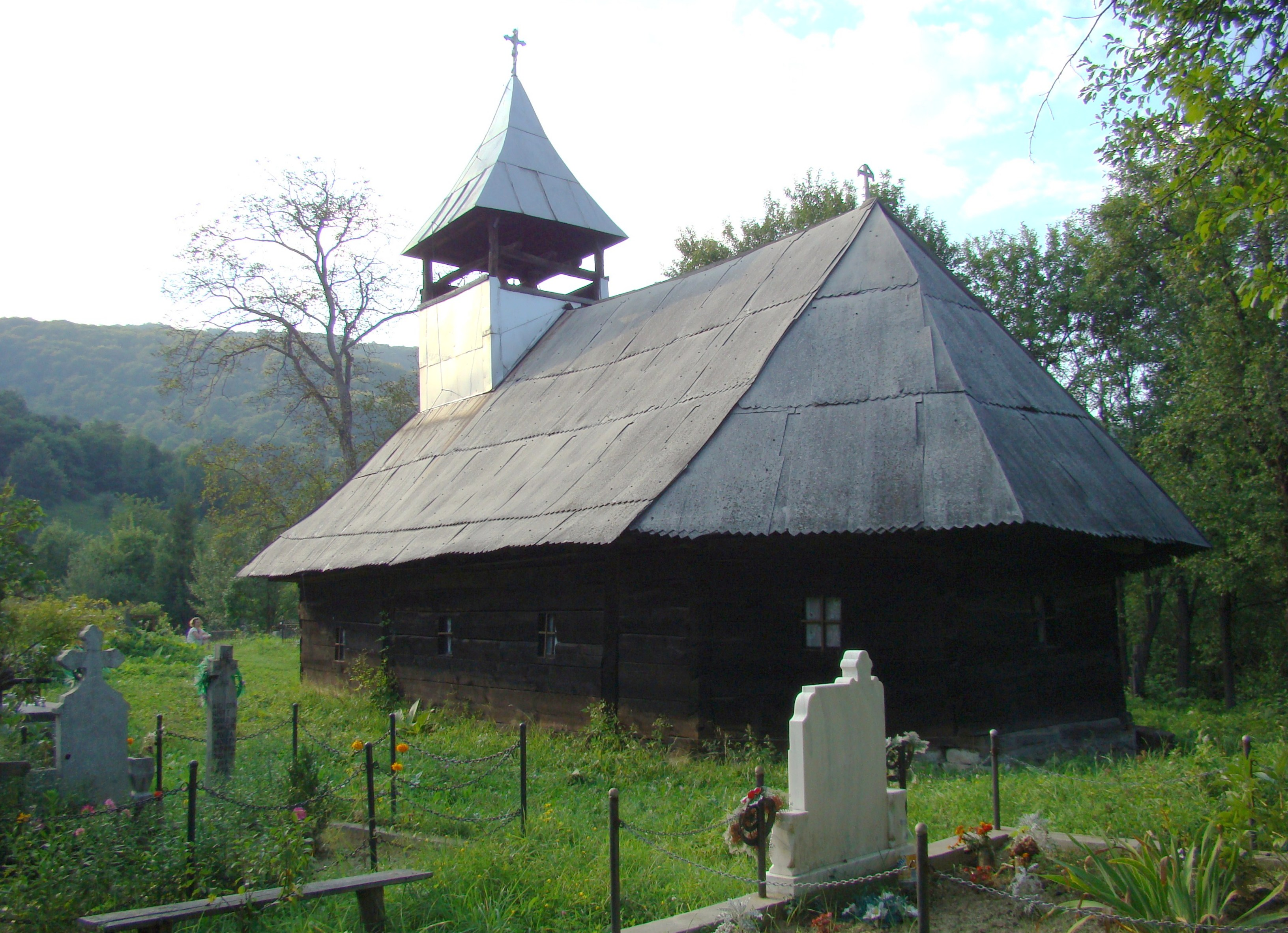
Biserica de lemn din Chergheș
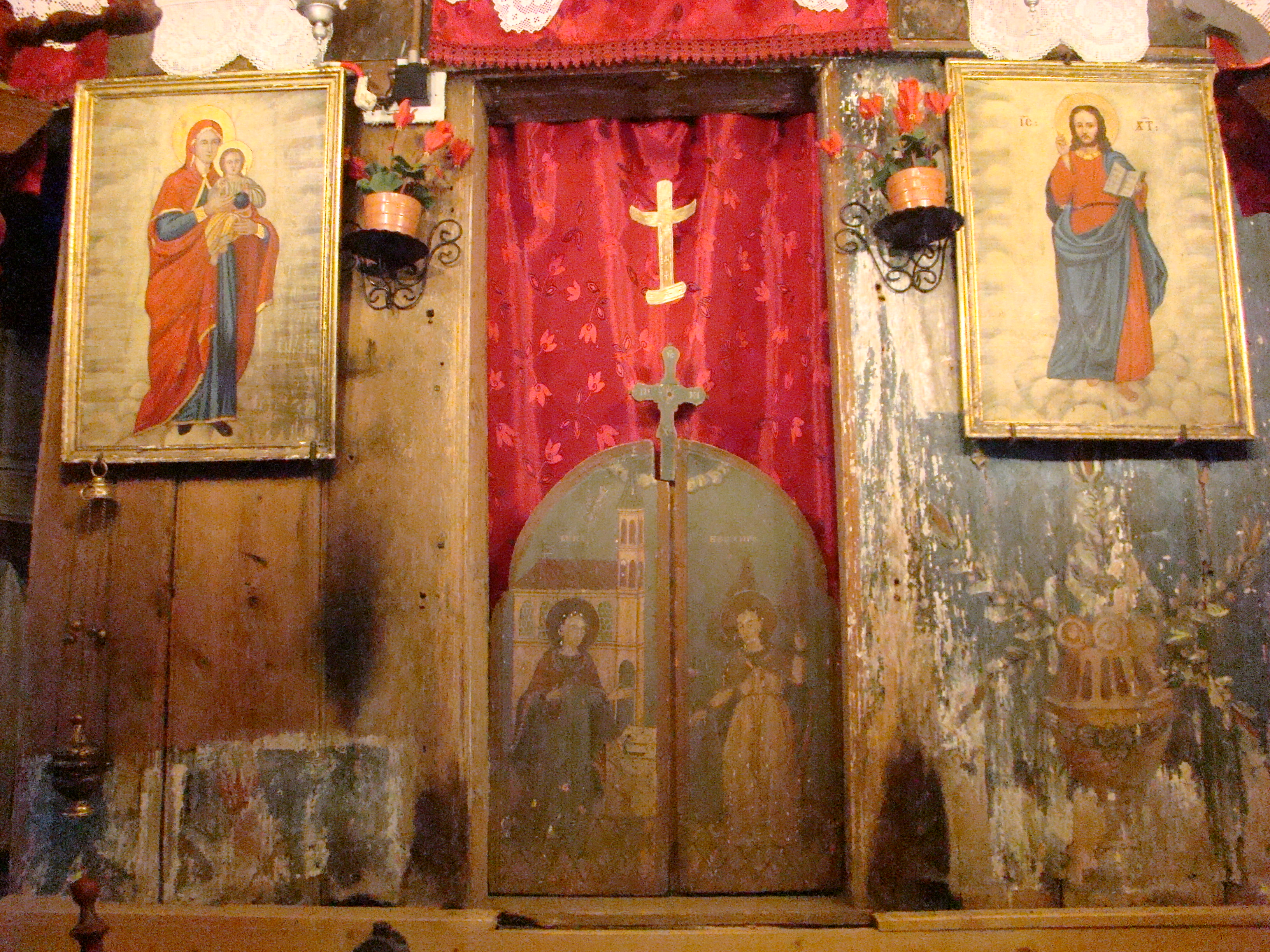
Biserica de lemn din Chergheș
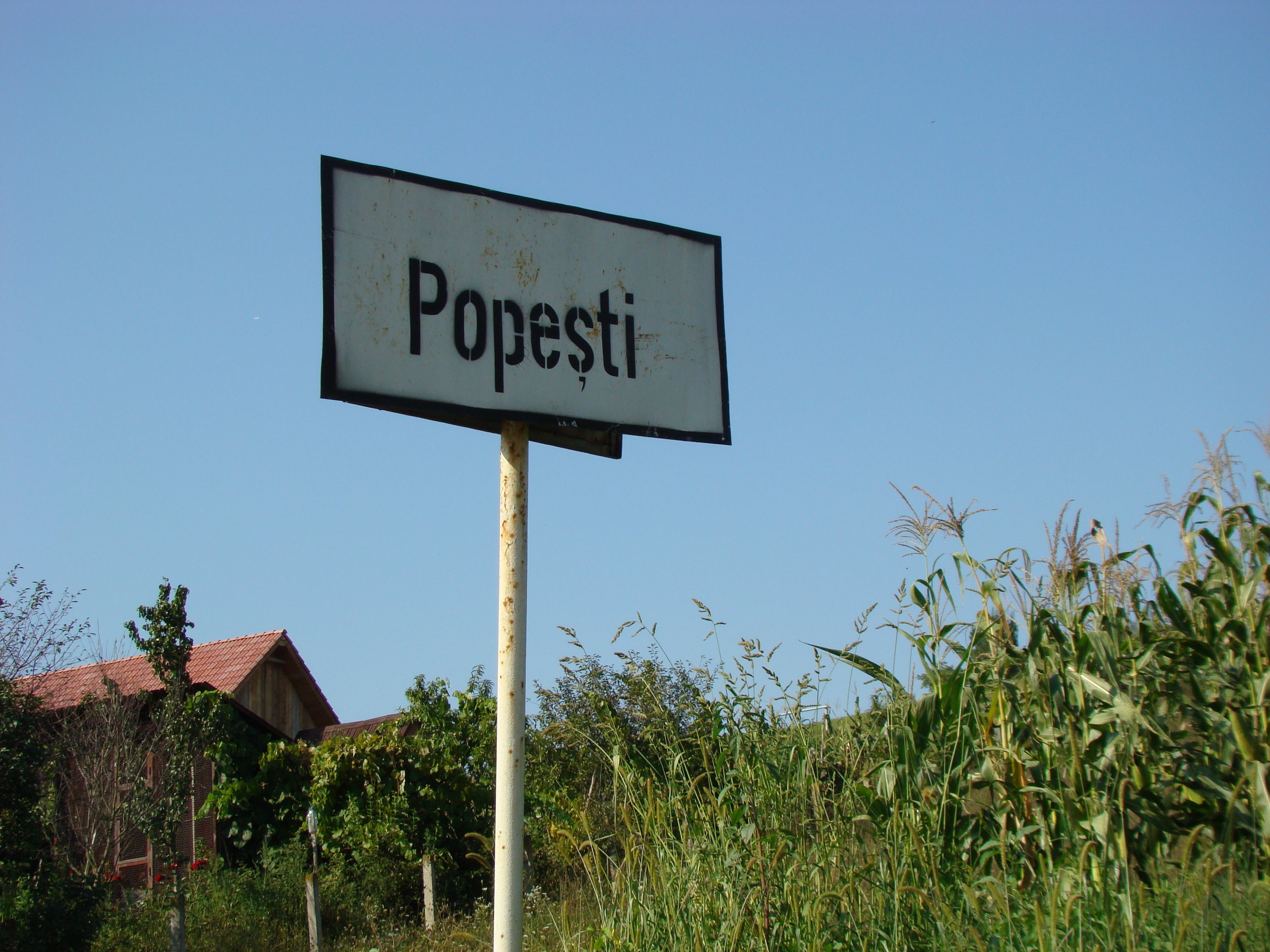
Popești
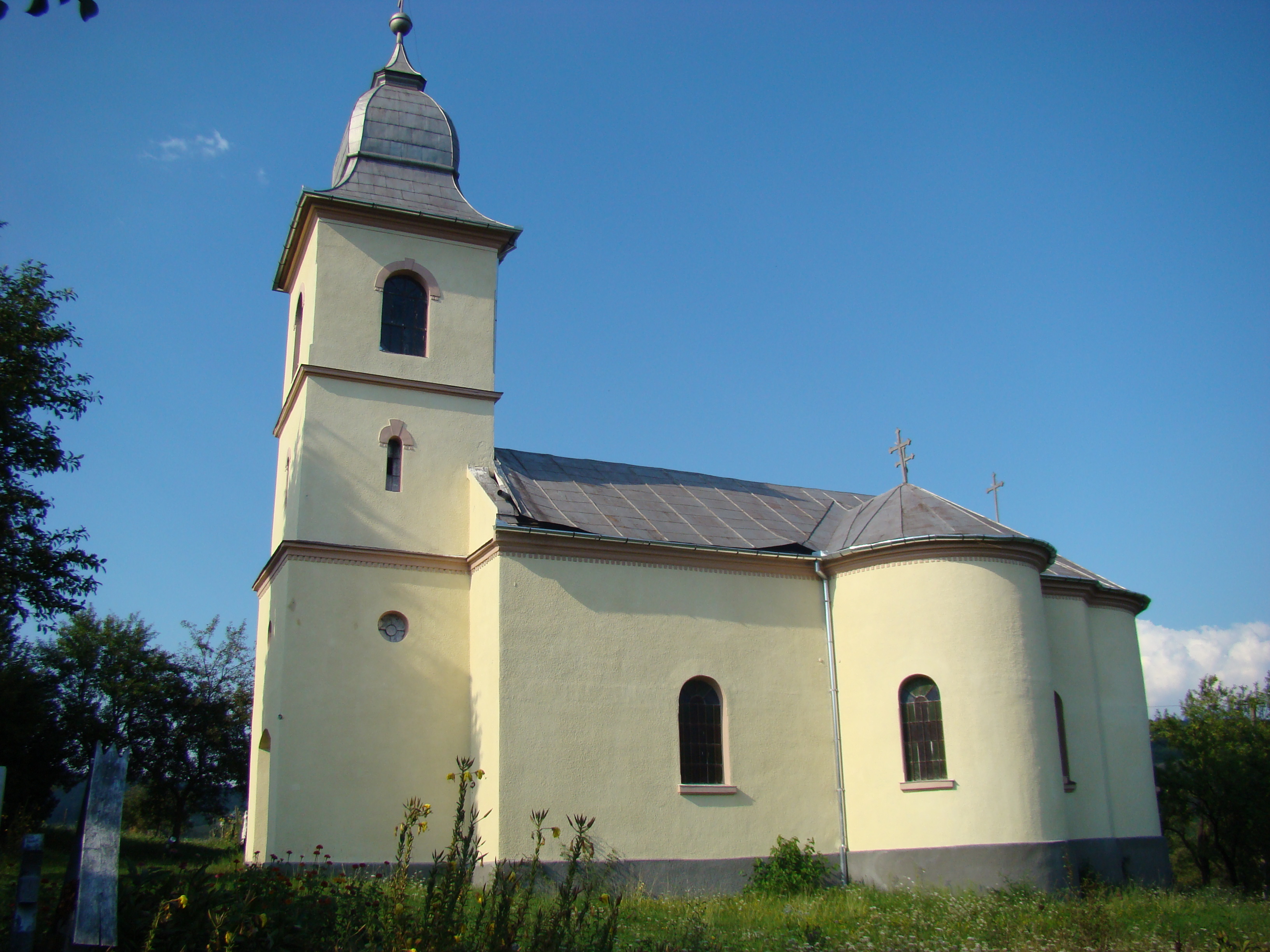
Biserica ortodoxă
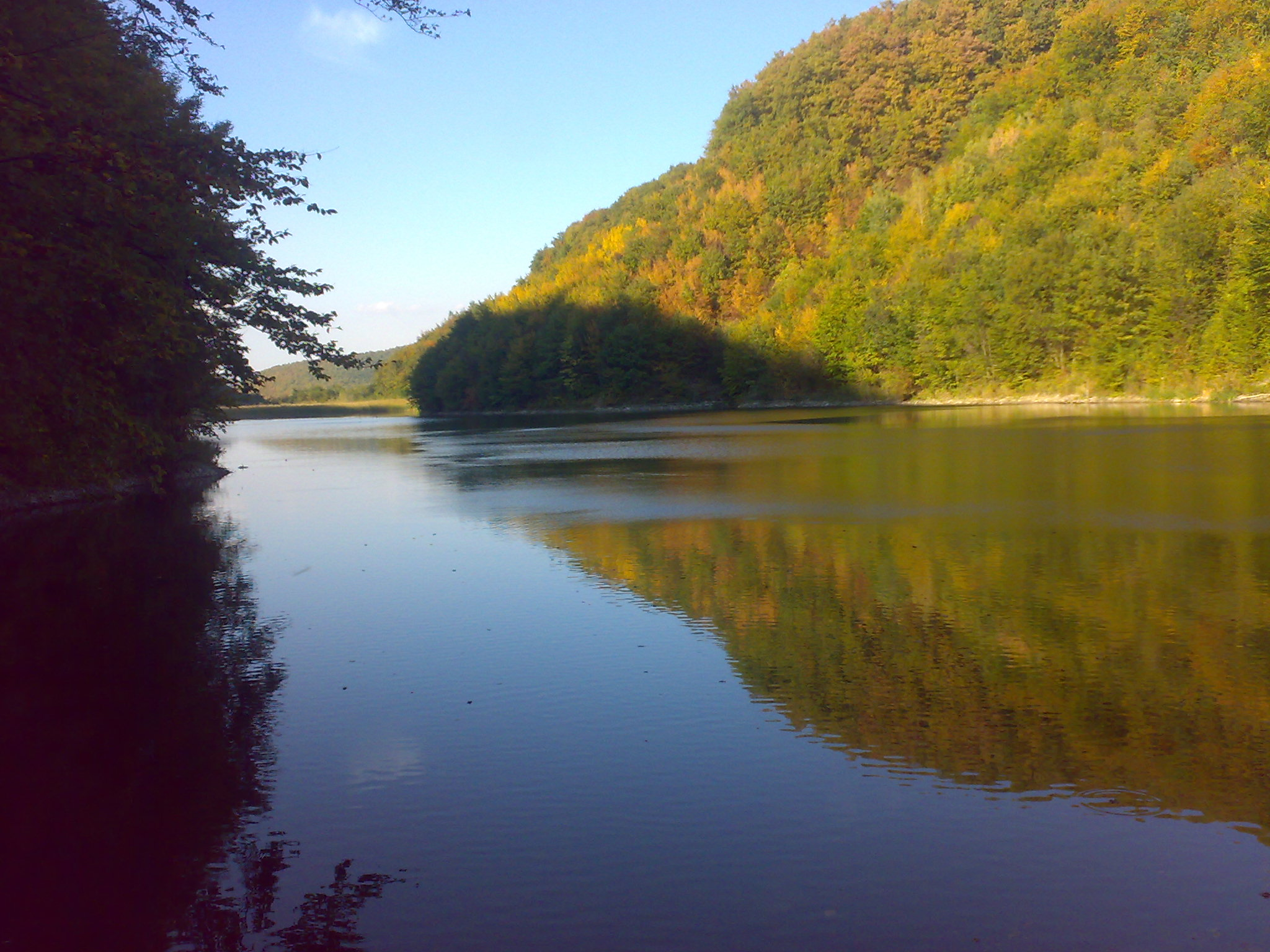
Lacul Cozia
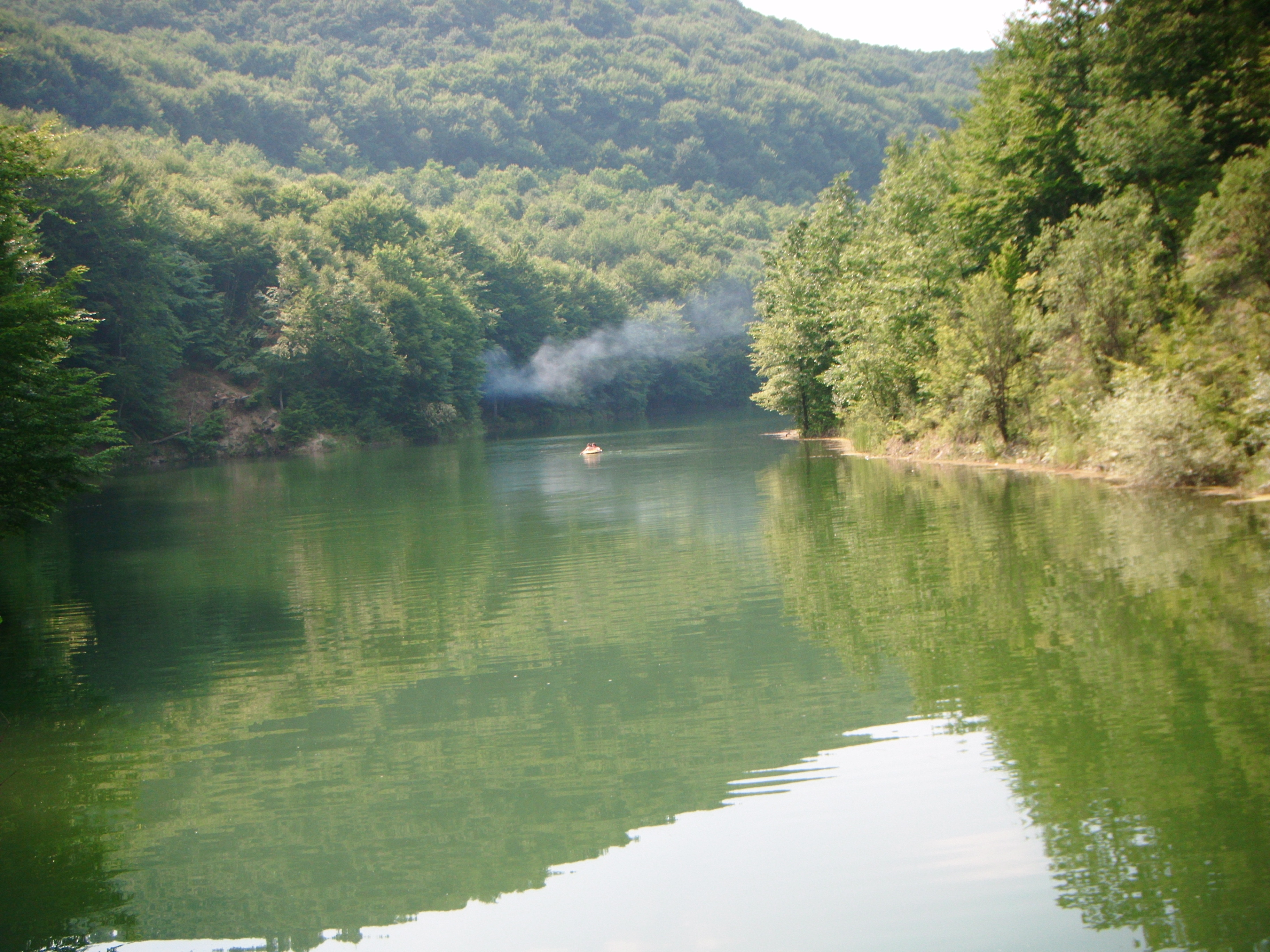
Lacul Cozia